# Earth Inferno
Earth Inferno è il primo album dal vivo del gruppo gothic rock britannico Fields of the Nephilim, pubblicato nel 1991.

## Il disco
Pubblicato in leggero anticipo rispetto al VHS Visionary Heads, che riprende in parte la stessa grafica e la registrazione video di alcune tracce ivi contenute. Raccoglie alcune performance che la band tenne durante il tour intrapreso l'anno prima dello scioglimento. Sono presenti dodici canzoni ma, essendo le prime quattro un quadriptych vengono riunite in unica sola traccia. Eccetto le varie compilation, fu anche l'ultima pubblicazione discografica del gruppo fino alla parziale reunion avvenuta a cavallo degli anni 2000. Non fu pubblicato nessun singolo di promozione all'album. Nell'edizione inclusa nel cofanetto 5 Albums del 2013 la track-list è rimasta invariata.

## Tracce
Testi a cura di Carl McCoy, musiche dei The Nephilim.
1. Intro (Dead But Dreaming) / For Her Light / At The Gates Of Silent Memory / (Paradise Regained) – 16:10
2. Moonchild – 5:25
3. Submission – 7:41
4. Preacher Man – 4:51
5. Love Under Will – 6:19
6. Sumerland – 8:26
7. Last Exit for The Lost – 10:19
8. Psychonaut – 9:05
9. Dawnrazor – 9:08

## Repress Edition

### 5 Albums Version
1. Intro (Dead But Dreaming) / For Her Light / At The Gates Of Silent Memory / (Paradise Regained) – 16:11
2. Moonchild – 5:25
3. Submission – 7:41
4. Preacher Man – 4:51
5. Love Under Will – 6:17
6. Sumerland – 8:28
7. Last Exit for The Lost – 10:18
8. Psychonaut – 9:06
9. Dawnrazor – 9:10

## Formazione
- Carl McCoy – voce
- Peter Yates – chitarra
- Paul Wright – chitarra
- Tony Pettitt – basso
- Alexander "Nod" Wright – batteria
- Paul Chousiner – tastiere